# Deniz Ertan
Deniz Ertan, född 1 januari 2004, är en turkisk simmare.

## Karriär
Vid europamästerskapen i simsport 2024 tog Ertan brons på 800 meter frisim.